# Телеком Српске
Телекоммуникации Республики Сербской (серб. Телеком Српске, босн. и хорв. Telekom Srpske) — главная телекоммуникационная компания Республики Сербской, базирующаяся в городе Баня-Лука. Контролируется сербской структурой Telekom Srbija, являясь вторым по величине игроком на рынке связи Боснии и Герцеговины. Крупнейшая компания с листингом акций на Баня-Лукской фондовой бирже, имеет рыночную капитализацию около 540 млн евро. Также известна по бренду m: tel.

## История возникновения и собственники
На территории Югославии всеми телекоммуникациями в течение многих лет заведовала единая государственная организация, однако в начале 1990-х годов в результате разразившейся гражданской войны она была упразднена, а на её месте появилось множество небольших компаний. В том числе в 1996 году собственная телекоммуникационная компания сформировалась и у Республики Сербской, первое время она развивалась исключительно за счёт государственного финансирования, а в 2002 году поменяла статус на акционерное общество.
Изначально компания была полностью государственной, в 2006 году Правительство Республики Сербской с целью привлечения инвестиций и развития инфраструктуры подвергло её процессу приватизации, при этом в качестве финансового консультанта в данном вопросе использовался Raiffeisen Bank International. В актив предприятия на тот момент входили как минимум 800 тыс. абонентов стационарных телефонных сетей и 1,5 млн пользователей мобильной телефонии. На открытых торгах наибольшую активность в итоге проявила Telekom Srbija, сделавшая самое выгодное предложение — 646 млн евро за 65 % акций (второе по величине предложение сделала австрийская Telekom Austria, предложившая за те же активы 467 млн).
Контрольный пакет акций компании (65 %), таким образом, принадлежит родственной сербской структуре Telekom Srbija, 10 % находятся в приватизационных фондах, 10 % в пенсионных и страховых фондах, 5 % в фонде реституции, 10 % распределены между прочими акционерами.
В свою очередь, Телеком Српске полностью подчинены закрытые компании с ограниченной ответственностью Telekard telefonske usluge и TT Inženjering, ей принадлежат 20 % акций Института международного права и международных отношений.

## Деятельность и структура
Компания главным образом занимается предоставлением телекоммуникационных услуг, осуществляет как стационарную связь, так и мобильную, выполняет функции интернет-провайдера, проводит разработку, реконструкцию, установку устройств сетей коммуникаций. Головная организация подразделена на несколько независимых отделов: управление по стационарной сети, управление мобильных сетей, финансовое управление, дирекция по корпоративному управлению, дирекция по маркетингу и продажам. Ключевые центры расположены в Баня-Луке, Биелине, Источно-Сараево, небольшие региональные отделения есть во многих городах Боснии и Герцеговины и Республики Сербской в частности.

## Финансовые показатели
Известно, что в 2005 году выручка компании составила 344 млн конвертируемых марок (176 млн евро), тогда как чистая прибыль была на уровне 80 млн марок (41 млн евро).
В настоящее время занимает около 35 % рынка стационарной и мобильной телефонии Боснии и Герцеговины.